# Электрохимия
Электрохи́мия — раздел химической науки, в котором рассматриваются системы и межфазные границы при протекании через них электрического тока, исследуются процессы в проводниках, на электродах (из металлов или полупроводников, включая графит) и в ионных проводниках (электролитах). Электрохимия исследует процессы окисления и восстановления, протекающие на пространственно-разделённых электродах, перенос ионов и электронов. Прямой перенос заряда с молекулы на молекулу в электрохимии не рассматривается.

## История

### XVI—XVIII столетия
XVI век знаменуется началом исследования электричества. На протяжении 17 лет английский ученый Уильям Гильберт исследует магнетизм и, в некоторой степени, электричество. Его исследования оказали огромное влияние на развитие знаний о магнетизме и электричестве. Он стал известен как «Отец магнетизма».
В 1663 году немецкий физик Отто фон Герике создаёт первый электрический генератор, который вырабатывал статическое электричество благодаря трению. Генератор представлял собой стеклянный шар с рукояткой, покрытый толстым слоем серы. Шар раскручивался вручную и при трении о подушечки пальцев, образовывалась электрическая искра. Заряженный шар использовали в экспериментах по электричеству.
В середине 18 столетия французский физик Шарль Франсуа Дюфе делает вывод о существовании двух видов статического электричества. Он высказывает мнение о том, что электричество состоит из двух «флюидов»: положительного и отрицательного. В противовес этой теории Б. Франклин предполагает что статическое электричество состоит из одного «флюида», а заряд объясняется избытком или недостатком такого флюида.
В 1781 году Шарль Огюстен Кулон излагает «Закон Кулона», описывающий взаимодействие заряженных тел.
Большой толчок к развитию электрохимии положили в 1771 году опыты итальянского анатома и физиолога Луиджи Гальвани с мышцами препарированной лягушки. Гальвани обнаружил, что при наложении на мышцы двух разных металлов, соединённых проводником, мышцы лягушки сокращаются. В 1791 году выходит его работа под названием «De Viribus Electricitatis in Motu Musculari Commentarius» («Трактат о силах электричества при мышечном движении»), в котором Гальвани говорит о существовании «Животного электричества», которое активируется в мышцах и нервах, при наложении на них двух металлов. Эта работа стала сенсацией. Он верил, что эта новая сила была одной из форм электричества в дополнение к «природной» форме, образующейся при ударе молнии, вырабатываемой электрическим угрём, а также «не природной», искусственной, образующейся при трении (статическое электричество). Считается, что в работах Гальвани впервые появляется предположение о связи между химическими реакциями и электричеством. 1791 год считается некоторыми «днём рождения» электрохимии. Многие учёные приняли теорию Гальвани, но Алессандро Вольта выступал против неё; Вольта считал, что мышцы являются лишь проводниками электрического тока, но не являются его источником. Тогда Гальвани демонстрирует эксперимент, при котором мышцы сокращались при наложении на них одного металла, а также и без металла — при соединении бедренного нерва с мышцей. А. Вольта на протяжении 8 лет занимается изучением органов угрей и скатов, вырабатывающих электричество. Результатом его исследований стало изготовление в 1799 году первого химического источника тока — «Вольтова столба». Это был исключительно важный (задолго до появления генераторов) источник электрического тока, способствовавший появлению многих открытий, в частности, первое получение в 1808—1809 гг. английским учёным Гемфри Дэви в чистом виде таких металлов как натрий, калий, барий, стронций, кальций и магний.

### XIX столетие
В конце XVIII века немецкий физик Вильгельм Риттер пишет статью «Гальванизм» и создаёт простой аккумулятор. С Уильямом Николсоном) они проводят разложение воды на водород и кислород путём электролиза. Вскоре после этого В. Риттер разрабатывает процесс гальванопокрытия. Он замечает, что количество осаждаемого металла, а также образующегося кислорода, зависит от расстояния между электродами. К 1801 году Риттер наблюдает термоэлектрический ток и поручает его исследование Томасу Зеебеку.
В 1820 году Х. К. Эрстед открывает магнитный эффект электрического тока, что было эпохальным открытием. Андре-Мари Ампер (André-Marie Ampère) повторяет эксперимент Эрстеда и описывает его математически.
В 1821 году немецко-эстонский физик Томас Зеебек демонстрирует появление термоэлектрического потенциала в точке соединения двух разнородных металлов, при наличии разницы температуры в этой точке.
В 1827 году немецкий ученый Георг Ом представляет свой закон в книге «Die galvanische Kette, mathematisch bearbeitet» (гальваническая цепь, математическая обработка) и полностью описывает свою теорию электричества.
В 1832 году английский физик Майкл Фарадей открывает законы электролиза и вводит такие понятия как электрод, электролит, анод, катод, анион, катион.
В 1836 году Д. Даниэль создаёт первичный источник тока. Даниель занимается проблемой поляризации. В 1839 году английский физик Уильям Роберт Грове (Grove) создаёт первый топливный элемент. В 1866 году француз Жорж Лекланше (Georges Leclanché) патентует новый элемент — угольно-цинковый гальванический элемент.
В 1884 году Сванте Август Аррениус публикует диссертацию «Recherches sur la conductibilité galvanique des électrolytesc» (Исследования гальванической проводимости электролитов). Он говорит, что электролиты распадаются при растворении на положительные и отрицательные ионы.
В 1886 году Поль-Луи-Туссен Эру и Чарльз Мартин Холл, одновременно и независимо, разрабатывают промышленный способ получения алюминия путём электролиза на основе законов Фарадея.
В 1894 году Вильгельм Фридрих Оствальд завершает важные исследования электропроводности и электродиссоциации органических кислот.
В 1888 году Вальтер Нернст развивает теорию электродвижущей силы первичного элемента, состоящего из двух электродов, разделённых раствором электролита. Он выводит уравнение, известное как Уравнение Нернста — уравнение зависимости электродвижущей силы и концентрации ионов.

### XX столетие
Бурное развитие электрохимии. В 1902 году — создание электрохимического общества, The Electrochemical Society (ECS). 1949 год — образование Международного электрохимического общества, International Society of Electrochemistry (ISE). В 1959 году чешский учёный Ярослав Гейровский (Jaroslav Heyrovský) получает Нобелевскую премию за изобретение и развитие нового вида электрохимического анализа — полярографии.

## Разделы электрохимии
Традиционно электрохимию разделяют на теоретическую и прикладную.

### Теоретическая электрохимия

#### Теория электролитов
- Электролитическая диссоциация
- Термодинамика растворов
- Теория Дебая-Хюккеля
- Диффузия
- Миграция ионов
- Электропроводность растворов
- Расплавы
- Твердые электролиты

#### Электрохимия гетерогенных систем
- Электрохимическая термодинамика
- Двойной электрический слой
- Адсорбция
- Электрохимическая кинетика

### Прикладная электрохимия
- Химические источники тока (ХИТ)
- Гальванотехника, Гальванопластика
- Электрохимические производства
- Технология печатных плат

## Электролиз
Электролиз требует внешнего источника электрической энергии, который обеспечивает возникновение и поддержание принудительного потенциала и протекание электрохимических процессов на аноде и катоде, размещённых в электролитической ячейке (например, в промышленном электролизёре).

## Коррозия и защита от коррозии
Коррозия — термин, применяемый обычно в отношении процесса разрушения металлов ржавчиной, которое вызывается электрохимическими процессами.
Большинство людей знакомо с коррозией железа, в форме оранжево-коричневой или чёрно-бурой ржавчины. Ежегодно коррозия уничтожает приблизительно 10 % выплавляемых чёрных металлов. Другими примерами являются появление чёрных пятен на серебре или позеленение меди. Стоимость замены металлических объектов, выведенных из строя вследствие коррозии, составляет миллиарды долларов США в год.

## Электрохимия неводных растворов
Исследования в водных растворах ограничены электрохимической устойчивостью воды, как растворителя. Электролиз расплавленных сред не всегда приемлем, так как простые и комплексные солевые системы, включая эвтектические расплавы, имеют слишком высокую температуру плавления. Неводные растворы в органических растворителях, в жидком диоксиде серы и т. п. позволяют осуществить многие процессы, слишком энергоёмкие или полностью невозможные в воде или расплавах.